# Апам (Северна Дакота)
Апам (енгл. Upham) град је у америчкој савезној држави Северна Дакота.

## Демографија
По попису из 2010. године број становника је 130, што је 25 (-16,1%) становника мање него 2000. године.
| Група             | 2000.       | 2010.       |
| Белци             | 153 (98,7%) | 125 (96,2%) |
| Афроамериканци    | 0 (0,0%)    | 1 (0,8%)    |
| Азијати           | 0 (0,0%)    | 1 (0,8%)    |
| Хиспаноамериканци | 0 (0,0%)    | 0 (0,0%)    |
| Укупно            | 155         | 130         |